# Glycome

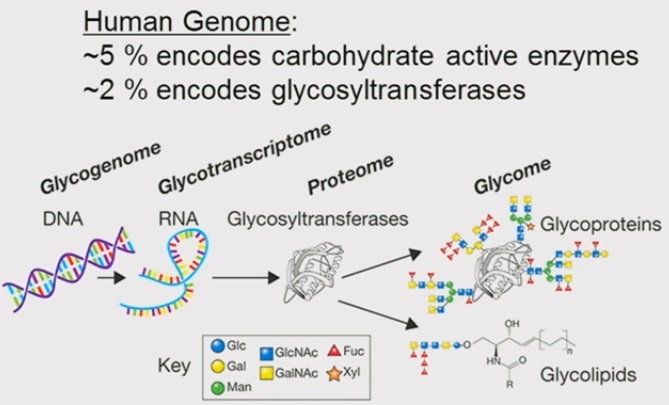
Un glycome est composé de glycoprotéines et de glycolipides.

Le glycome désigne en biologie l'effectif total de sucres (ou glucides) d'une cellule (bactérie par exemple) ou d'un organisme, que ces sucres soient libres ou présents de manière polymérisée (amidon par exemple) dans des molécules complexes. 
Le glycome, omniprésent dans le vivant, est aux échelles nanométriques et microscopiques l'une des entités les plus complexes du monde nature, plus complexe et varié encore que le monde des protéines.
On parle parfois de glycomique (glycomics pour les anglophones), par analogue à génomique et à la protéomique pour désigner l'étude systématique de tous les glycanes des structures d'un type cellulaire donné ou d'un organisme. C'est un sous-ensemble de la glycobiologie.

## Vocabulaire
Glucide, glycane, saccharide, ose et sucre sont des termes génériques utilisés de manière interchangeable dans ce contexte. Ils comprennent les monosaccharides, oligosaccharides, polysaccharides, et divers dérivés de ces composés.
Les glucides sont parfois à tort appelés hydrates de carbone. En effet bien que certains sucres comme le glucose (partageant la formule brute C6H12O6 avec des isomères comme le fructose, le galactose...) répondent à la formulation (C-H2O)n, suggérant que les sucres sont des hydrates de carbone, elle est trompeuse car d'une part certains sucres présenteront des fonctions amines (osamines) ou seront des esters phosphoriques (ex: glucose 6 phosphate) ou sulfuriques (ex: dans le chondroitine sulfate que l'on retrouve dans les articulations des vertébrés, certains résidus osidiques présentent des résidus sulfates). Enfin certains composés vérifiant la formulation d'hydrates de carbone ne sont pas des sucres (ex: acide acétique). Les monosaccharides sont des sucres qui ne peuvent être hydrolysés en un simple autre monosaccharide  et sont les éléments constitutifs des oligosaccharides et des polysaccharides.
Les oligosaccharides sont des chaînes linéaires ou ramifiées de monosaccharides attachés les uns aux autres par des liaisons glucosidiques. Le nombre d'unités monosaccharide peut varier.
Les polysaccharides sont des glycanes composés de succession de monosaccharides, généralement supérieure à dix unités saccharidiques de longueur.

## Complexité
Le glycome dépasse en complexité le protéome, en raison de la diversité encore plus grande des constituants de base, mais aussi en raison du nombre immense des combinaisons possibles de ces constituants ainsi que des interactions entre hydrates de carbone  et entre hydrates de carbone et  protéines.

Le nombre de molécules et structures couvertes par l'ensemble des structures glycanniques - le glycome - est immense. Chez l'Homme, sa taille est plus grande de plusieurs ordres de grandeur que le nombre de protéines qui sont codées par le génome. 

Protéines et chaines de sucres peuvent se lier pour produire des protéoglycane
La surface extérieure de la plupart des cellules est un film de lipides qui se comporte un peu comme une mer de lipide sur laquelle flotteraient des radeaux de molécules de sucre, dont beaucoup sont liés aux protéines, aux graisses ou aux deux, et interagissent avec les molécules à l'extérieur de la cellule. Ils sont essentiels pour la communication entre les cellules ainsi qu'à la rigidité d'une cellule. « Les glycanes sont des modificateurs biologiques de la nature », dit Jamey Marth, du Howard Hughes Medical Institute de l'Université de Californie (San Diego). « Les glycanes ne servent généralement pas à transformer les processus physiologiques sous et hors tension, mais plutôt à modifier le comportement de la cellule en réponse aux stimuli externes ».